# Spartanisches Heer

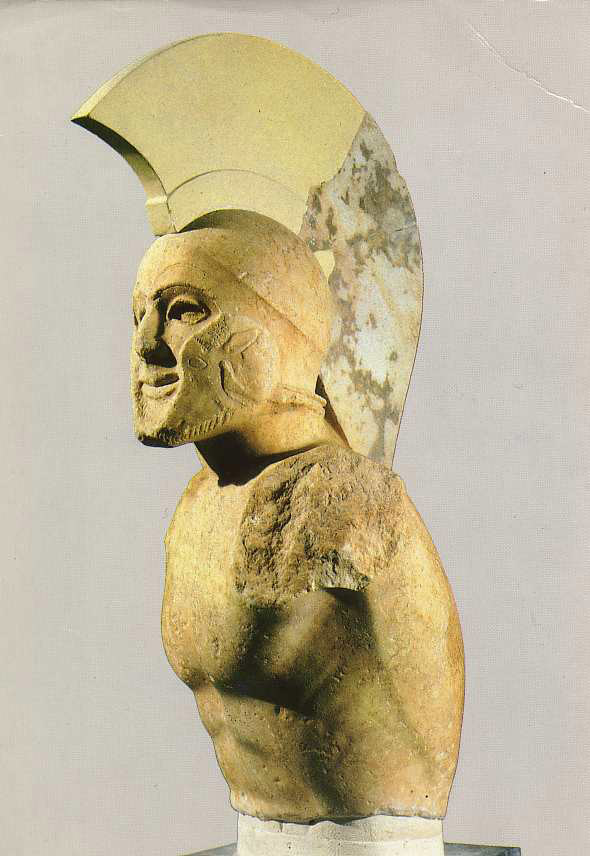
Der Spartanische Krieger, genannt Leonidas

Das spartanische Heer, die Truppen der Polis Sparta, galt im antiken Griechenland während der archaischen und klassischen Zeit als professionellste Landstreitkraft.

### Zur Zeit Xenophons (Anfang 4. Jh. v. Chr.)

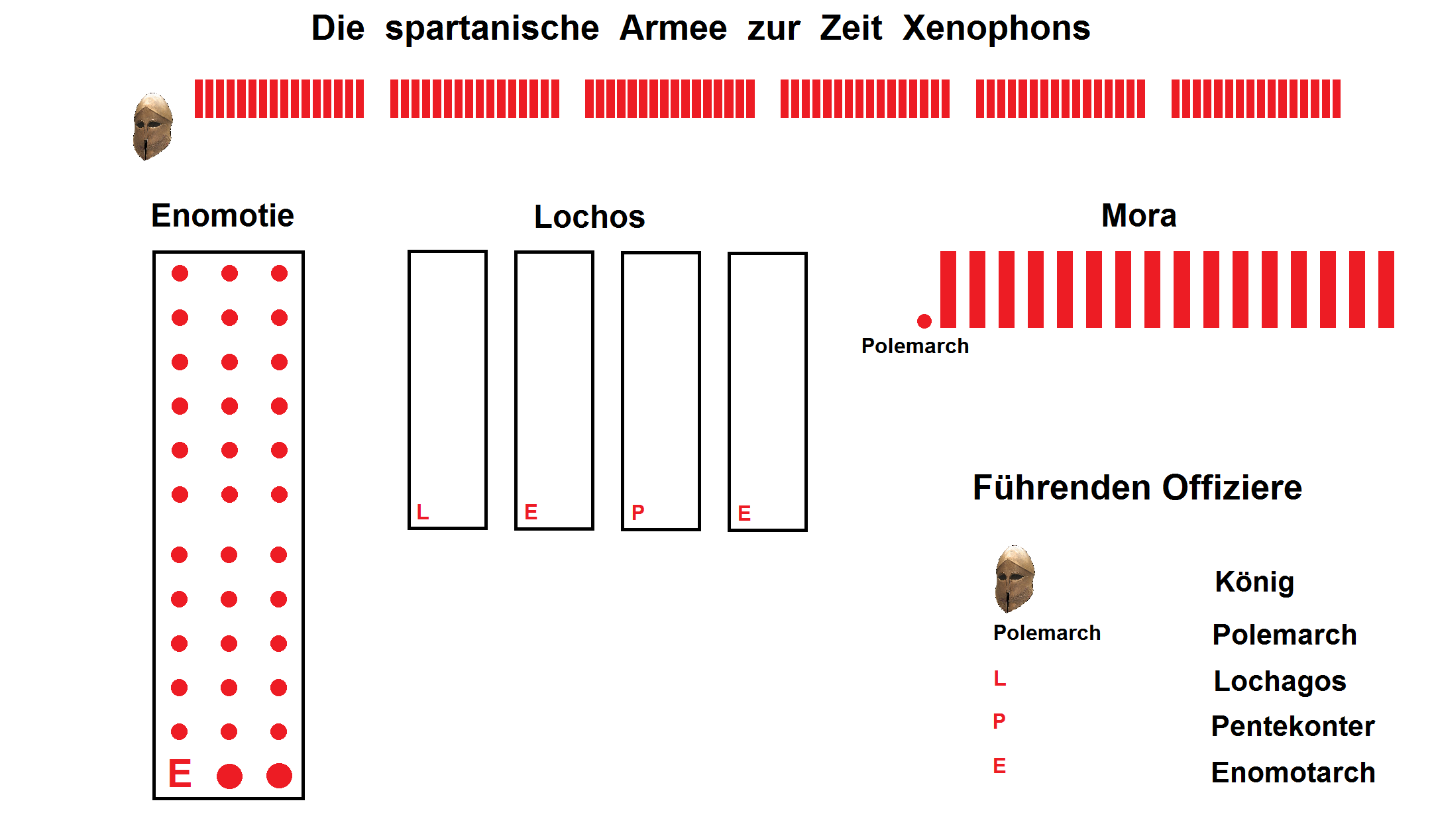
Organisation der spartanischen Armee zur Zeit Xenophons

## Geschichte
Bis in das 7. Jahrhundert v. Chr. lässt sich nichts Bestimmtes über eine regionale Besonderheit der Truppen Spartas feststellen. Hier wie anderswo scheinen Adlige Gefolgschaften um sich versammelt zu haben, mit denen sie in kleinere oder größere Gefechte zogen. Seit der zweiten Hälfte des 7. Jahrhunderts scheint in Sparta die Phalanx übernommen und weiterentwickelt worden zu sein, wodurch der Charakter des militärischen Zusammenstoßes sich fundamental änderte: Waren bislang Einzelkämpfe zwischen Adeligen und Fernwaffengefechte konstituierend, wurde nun eine Nahkampftaktik der schwerbewaffneten Bürger kultiviert.
Spätestens seit Mitte des 6. Jahrhunderts galt das spartanische Heer als das stärkste in Griechenland, was durch zahlreiche Hilferufe und Bündnisangebote hellenischer und auswärtiger Staatswesen nachweisbar ist. Es galt als vorbildlich in Disziplin und Moral und mithin auch hinsichtlich seiner Schlagkraft, die nach Beendigung des Krieges gegen Tegea um 470 v. Chr. nicht mehr in Frage gestellt wurde. Ab diesem Zeitpunkt wurden auch die Truppen von Verbündeten herangezogen, wodurch die Armee des Peloponnesischen Bundes entstand.
Bis nach den Perserkriegen waren vollbürgerliche Spartiaten und schwerbewaffnete freibürgerliche Periöken jeweils in eigenen Einheiten aufgestellt. Vermutlich im Gefolge der Verluste des schweren Erdbebens von 464 v. Chr. wurden die Periöken in die Einheiten der Vollbürger integriert. Allerdings scheint es im Gegensatz zu den Vollbürgern unter den Periöken keine allgemeine Wehrpflicht gegeben zu haben und nur ausgewählte, wohlhabende Periöken dienten im Bürgerheer.
Im Peloponnesischen Krieg wurden Veränderungen nötig, die die Aufstellung des Bürgerheeres modifizierten. Ab 424 v. Chr. wurden auch unfreie Heloten als Schwerbewaffnete ausgebildet und in eigenen Einheiten mit in die Schlacht genommen, gelegentlich wurden diese Einheiten unter Führung von vollbürgerlichen Spartiaten auch allein ausgesandt. Ferner wurden nun leicht- und schwerbewaffnete Söldner angeworben und in die Armee eingereiht. Zunehmend wurde auch die Notwendigkeit eingesehen, eine Kavallerie aufzustellen, die aber immer zweitrangig blieb und vermutlich keine reinen Vollbürgereinheiten umfasste.
Ab dem spartanisch-persischen Krieg wurde das Bürgerheer nur noch selten eingesetzt, da die Anzahl der Vollbürger in beängstigendem Maße abnahm und der Radius der spartanischen Einsätze so groß geworden war, dass das Heer im Notfall nicht schnell genug zur Heimatverteidigung nach Sparta hätte zurückkehren können. So nahmen die Truppen, die Sparta aussandte, immer mehr Züge von Söldnerheeren an, während das Bürgerheer sich ständig verkleinerte und der Anteil an Vollbürgern immer weiter sank. Dadurch ließ die Schlagkraft Spartas immer weiter nach, bis im Jahr 371 v. Chr. das Bürgerheer bei Leuktra seine erste vollständige Niederlage erlitt, von der Sparta sich nie mehr nachhaltig erholte.
Die Schlacht von Sellasia im Sommer (Juli?) des Jahres 222 v. Chr. mit dem Sieg der verbündeten Truppen Makedoniens und des Achaiischen Bundes über die Spartaner unter ihrem König Kleomenes III. besiegelte endgültig das Ende der spartanischen Ambitionen, in Griechenland als Ordnungsmacht aufzutreten.

## Das Heer, Ausrüstung und Kampfesweise